# Rabirius
Rabiriusz (Rabirius) – rzymski architekt działający w drugiej połowie I wieku n.e. Jako cesarski budowniczy był twórcą szeregu obiektów architektonicznych powstałych w tym okresie.

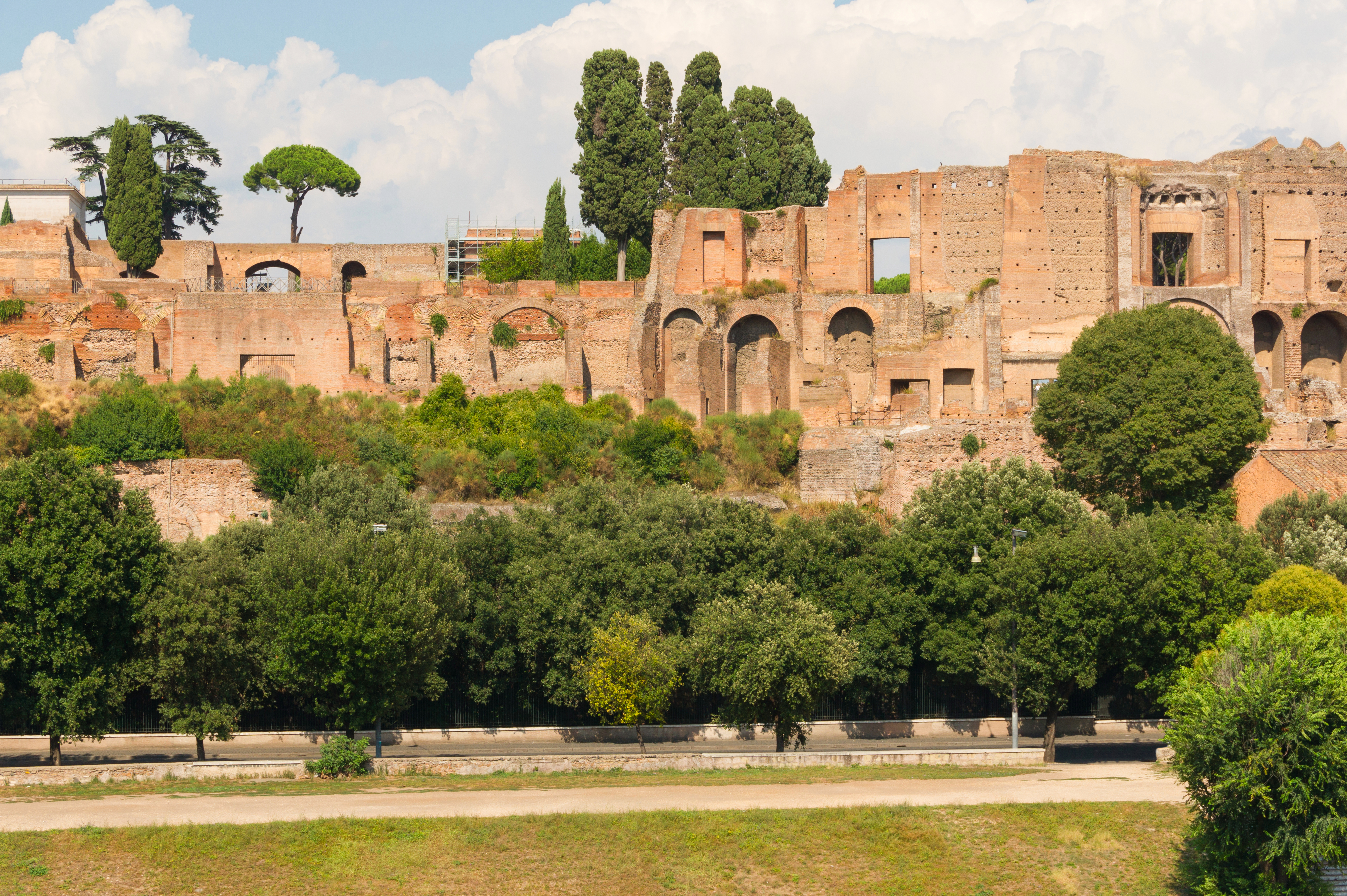
Część zachowanych murów monumentalnego pałacu Domicjana

Znany jedynie dzięki literackiemu przekazowi w epigramatach Marcjalisa, urodził się zapewne po roku 30 p.n.e. i w młodości mógł być świadkiem wielkich prac budowlanych związanych ze wznoszeniem m.in. pałacu Nerona – tzw. Złotego Domu (Domus Aurea). Nie można wykluczyć, że w nich współuczestniczył, nim został nadwornym architektem Domicjana. Z jednego z utworów (Epigrammata X, 71) poety, również bliskiego kręgom dworskim, wiadomo, że boleśnie przeżył równoczesną śmierć obojga rodziców. Według nowszych ustaleń zgon jego należy umieszczać ok. 110-115 r. n.e.
Zgodnie ze świadectwem wyrażającego swój podziw Marcjalisa (Epigrammata VII, 56), był przede wszystkim twórcą wielkiego kompleksu pałacowego na Palatynie wzniesionego w Rzymie dla Domicjana. Dla tegoż cesarza miał wybudować willową rezydencję w Górach Albańskich nieopodal Rzymu (Villa Albanum Domitiani).  

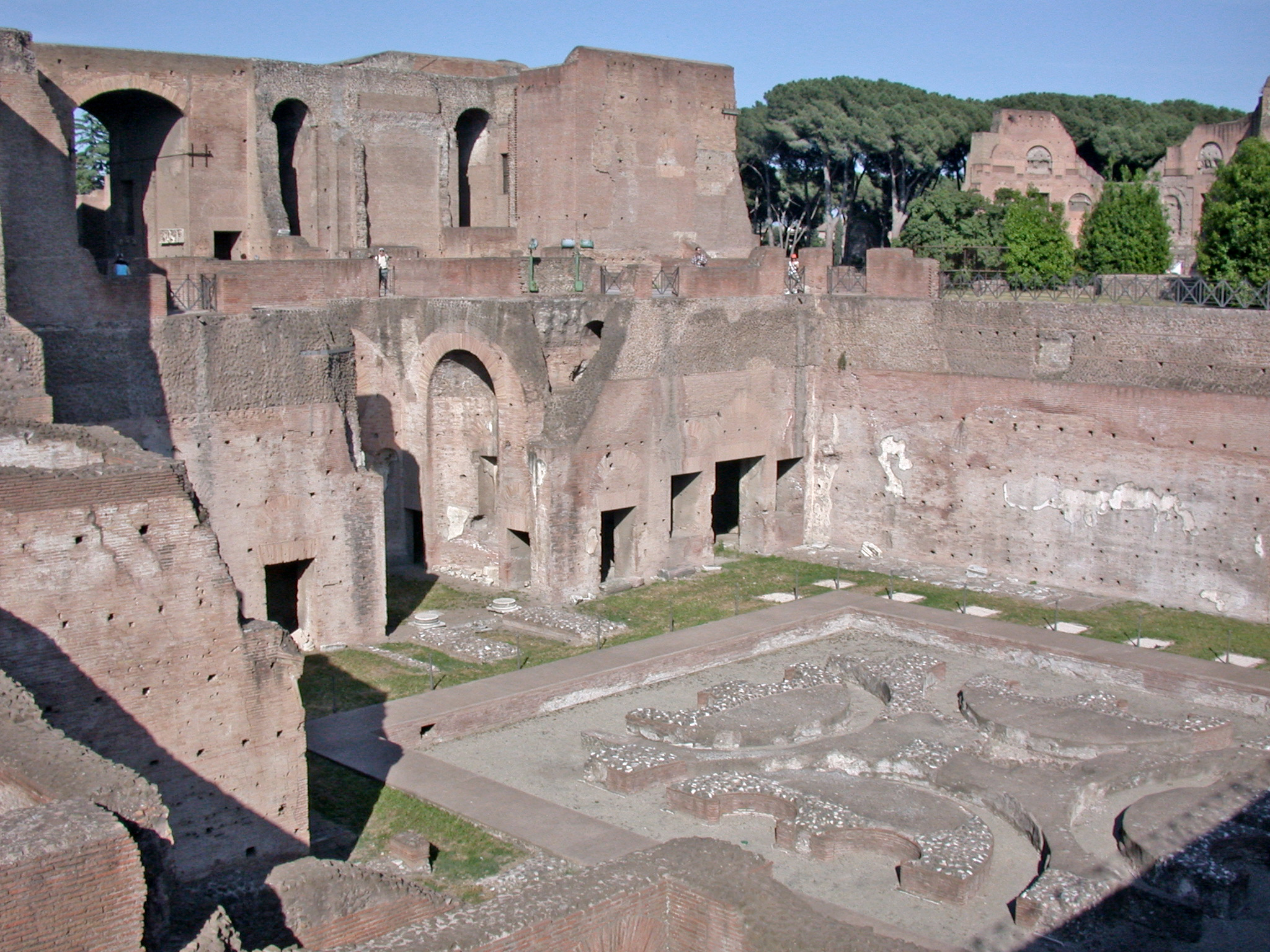
Dolny dziedziniec wewnętrzny Domus Augustana

Imponujący pałac Flawiuszy na Palatynie był oficjalną rezydencją panującego do końca cesarstwa. Olbrzymi kompleks dzielił się na dwie części: publiczną, reprezentacyjną (tzw. Domus Flavia) oraz rozleglejszą prywatną, mieszkalną (Domus Augustana). W pierwszej szczególne znaczenie miały trzy pomieszczenia od strony głównego wejścia: recepcyjna Aula Regia – rodzaj sali tronowej z posągiem cesarza (zamiast Jowisza), oraz usytuowane po bokach: domowa kaplica (lararium) i bazylika (basilica Iovis). W zamyśle symbolizowały one trojaką władzę panującego: wykonawczą, sakralną i sądowniczą.
Część mieszkalna rozmieszczona na kilku poziomach, obejmowała m.in. olbrzymią salę jadalną (caenatio Iovis) rozbitą na szereg pomieszczeń, a także przylegający stadion (Stadium Palatium) z wydzielonym hipodromem i z luksusową lożą cesarską (pulvinar). Oprócz bibliotek i sal recepcyjnych całość urozmaicały portykowe dziedzińce (perystyle) z zielenią i fontannami oraz nimfea. Pozostałości tych gmachów wskazują, że jako główny materiał budowlany twórca wykorzystywał ówczesny beton (opus caementicium), okładając mury barwnym marmurem i często stosując w przesklepieniach łuki i kopuły.  
Jak zauważono, w całości tego zespołu architektonicznego uderza doskonałe ogólne rozplanowanie, wyodrębnienie sali centralnej spośród przyległych pomieszczeń i w pełni przejawia się typowe dla rzymskiej architektury mistrzowskie rozwiązanie zagadnienia przestrzennego.
Poza tym z imieniem Rabiriusza jako cesarskiego architekta łączy się budowę na Polu Marsowym stadionu Domicjana z przylegającym do niego odeonem. Przypuszczalnie mógł być również twórcą tzw. forum przejściowego (forum transitorium) – późniejszego Forum Nerwy, oddanego do użytku przez tego cesarza w 97 r. Przypisuje mu się też prace przy regulacji rzeki Volturno oraz przy arterii Via Domitiana łączącej Puteoli z Sinuessą, wraz z budową na niej mostu i łuku triumfalnego. Panuje pogląd, że „wywarł on swoiste piętno na całym budownictwie epoki”.
Dyskusyjny, ale prawdopodobny jest udział Rabiriusza w planowaniu Forum Trajana, będącego ostatecznie dziełem współczesnego mu Apollodora z Damaszku, a także kwestia, w jakim stopniu plany te zostały wykorzystane przez jego następcę.       